# Droga wojewódzka nr 632
Droga wojewódzka nr 632 (DW632) – droga wojewódzka w województwie mazowieckim łącząca Płońsk z podwarszawskimi Markami.  
Droga wojewódzka klasy Z, G i GP, przebieg drogi: Droga 10 /Płońsk/ - Nowe Miasto - Nasielsk - Dębe - Legionowo - Rembelszczyzna - Marki - Radzymin. Całkowita długość drogi 78,845 km. Na odcinku Rembelszczyzna - Legionowo ograniczenie tonażowe do 20 t. Trasa omija aglomerację warszawską od północy.